# Devin Booker
Devin Armani Booker (sinh ngày 30 tháng 10 năm 1996) là một cầu thủ bóng rổ chuyên nghiệp người Mỹ, hiện đang chơi cho Phoenix Suns tại Giải bóng rổ Nhà nghề Mỹ (NBA). Anh là con trai của cựu cầu thủ bóng rổ Melvin Booker. Sau khi chơi bóng rổ bậc đại học trong một mùa giải tại Kentucky Wildcats, Booker được Phoenix Suns lựa chọn trong vòng đầu tiên của ngày tuyển chọn tân binh NBA năm 2015 ở lượt chọn tổng thứ 13. Vào ngày 24 tháng 3 năm 2017, anh trở thành cầu thủ trẻ nhất ghi được hơn 60 điểm trong một trận đấu với 70 điểm có được trước Boston Celtics. Vào tháng 3 năm 2019, ở tuổi 22, Booker trở thành cầu thủ trẻ nhất trong lịch sử NBA ghi được 50 điểm trong hai trận đấu liên tiếp. Booker đã có ba lần được lựa chọn vào danh sách cầu thủ tham dự NBA All-Star vào các năm 2020, 2021, 2022 với tư cách là cầu thủ dự bị.

## Đầu đời
Booker là con trai của Veronica Gutiérrez, một bác sĩ thẩm mỹ, và Melvin Booker, người được vinh danh là Cầu thủ xuất sắc nhất năm 1994 khi còn là hậu vệ dẫn bóng tại đội Missouri. Cha mẹ anh gặp nhau khi cha anh đang chơi bóng rổ cho đội Grand Rapids Hoops của Giải bóng rổ lục địa ở quê hương Grand Rapids, Michigan của Gutiérrez. Booker sinh ra và lớn lên ở Grand Rapids, sống cùng với mẹ, người được cho là người gốc Mexico và Puerto Rico. trong khi người cha là người Mỹ gốc Phi của anh theo đuổi sự nghiệp bóng rổ chuyên nghiệp quốc tế. Anh ấy đã đến thăm cha mình thường xuyên trong suốt mùa hè. Ở tuổi 12, khi đến thăm cha tại Milan, anh đã từng chơi một chọi một với Danilo Gallinari. Booker được cha dạy rằng có chỉ số IQ trong bóng rổ cũng quan trọng như năng lực thể thao bẩm sinh. Trong suốt thời gian học trung học, Booker đã kết thân với hai người bạn sau này trở thành cầu thủ NBA tương lai là D'Angelo Russell và Tyler Ulis.

## Sự nghiệp chuyên nghiệp

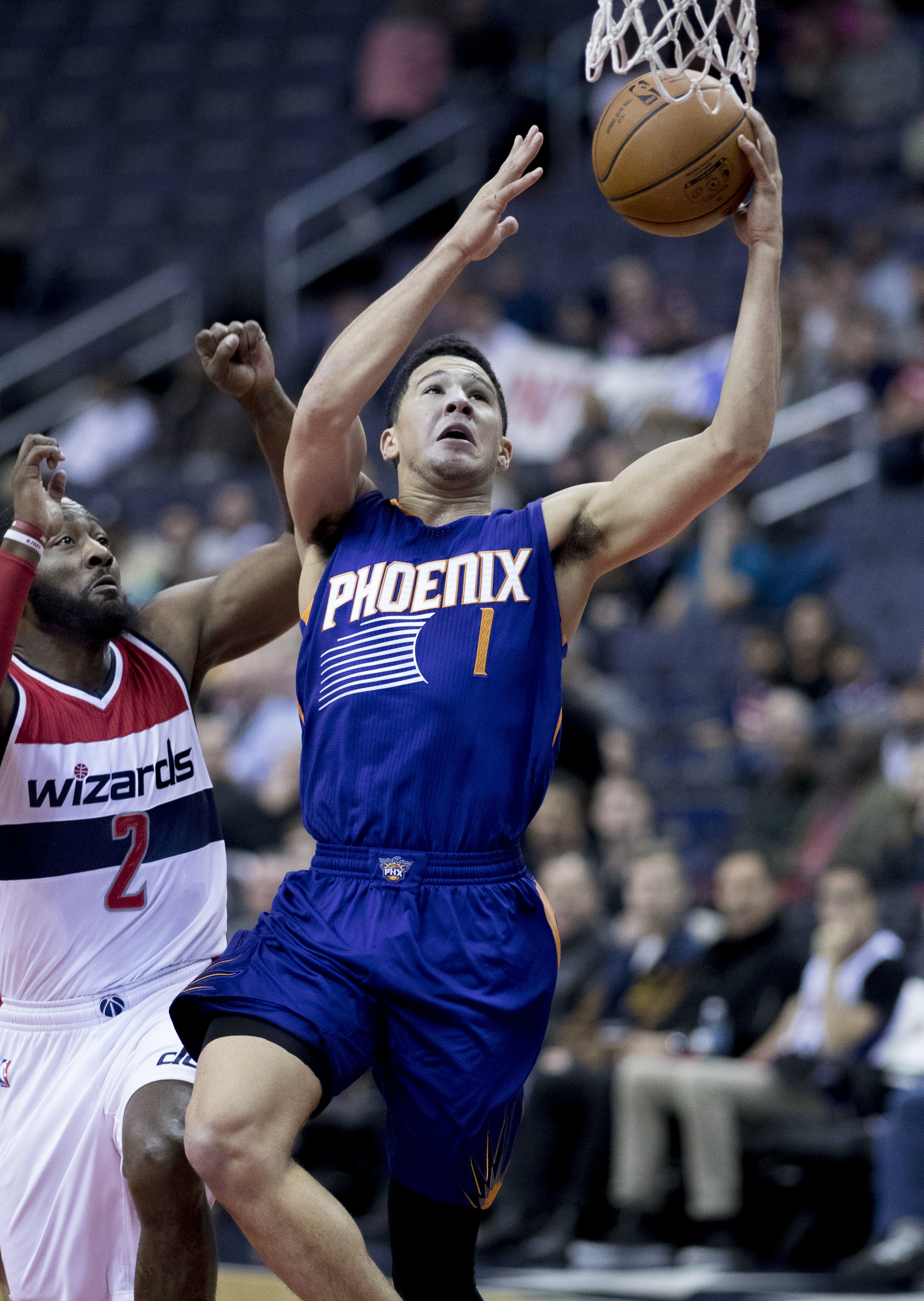
Booker trong khi thi đấu trong tháng 11 năm 2016.

### Phoenix Suns (2015 – nay)

#### Mùa giải 2015–16
Vào ngày 25 tháng 6 năm 2015, Booker được Phoenix Suns chọn ở lượt chọn thứ mười ba trong ngày tuyển chọn tân binh NBA năm 2015. Vào ngày 13 tháng 7, anh ký hợp đồng tân binh với Suns, và trong bảy trận đấu tại giải Summer League, anh ghi trung bình 15,3 điểm, 4,9 rebound và 1,7 kiến tạo mỗi trận. Anh có trận đấu ra mắt NBA hai ngày trước sinh nhật lần thứ 19 của mình, trong trận mở màn mùa giải của Suns trước Dallas Mavericks . Anh trở thành cầu thủ đầu tiên trong lịch sử NBA ra mắt năm 18 tuổi sau khi đã có ít nhất một năm chơi bóng ở đại học. Trong 21 phút thi đấu với Mavericks, anh ghi được 14 điểm với tỉ lệ ném 6/7 trong trận thua 111–95. Anh bắt đầu mùa giải với tư cách là hậu vệ ghi điểm dự bị trong suốt giai đoạn đầu của mùa giải. Chấn thương vào cuối năm của hậu vệ chính Eric Bledsoe vào ngày 26 tháng 12 dẫn đến việc Booker được đôn lên đội hình xuất phát trong phần còn lại của mùa giải. Trước khi đồng đội bị chấn thương, Booker ghi trung bình 5,4 điểm, 0,9 rebounds và 0,8 kiến tạo trong 14,1 phút thi đấu. Sau đó, thành tích của anh đã được cải thiện trong suốt nửa sau của mùa giải.
Vào ngày 23 tháng 11 năm 2019, Booker suýt lập triple-double với 35 điểm, 12 rebound (kỉ lục cá nhân) và 9 pha kiến tạo trong chiến thắng 100–98 trước Minnesota Timberwolves. Từ ngày 27 tháng 12 năm 2019 đến ngày 7 tháng 1 năm 2020, Booker đã ghi hơn 30 điểm trong bảy trận liên tiếp, bao gồm cả màn trình diễn 40 điểm trong trận thua Memphis Grizzlies vào ngày 5 tháng 1. Kỉ lục này đã phá kỷ lục của giải đấu, đánh bại kỷ lục do Charlie Scott lập trước đó hai lần và Charles Barkley lập một lần. Ngoài ra, chuỗi trận của anh ấy từ ngày 28 tháng 12 đến ngày 7 tháng 1 đã khiến anh ấy trở thành cầu thủ duy nhất kể từ mùa giải NBA 1983–84 có 6 trận với 30 điểm và 6 kiến tạo trở lên với hiệu suất ném 47%. Vào ngày 28 tháng 1, Booker trở thành cầu thủ trẻ thứ tư đạt 7.000 điểm trong sự nghiệp chỉ sau LeBron James, Kevin Durant và Carmelo Anthony. Booker được gọi vào danh sách thi đấu All-Star vào ngày 13 tháng 2 năm 2020 với vai trò thay thế cầu thủ chấn thương sau khi Damian Lillard gặp chấn thương căng cơ háng một ngày trước đó. Anh cũng thay thế Lillard trong Cuộc thi ném ba điểm và giành vị trí á quân, xếp sau Buddy Hield.

#### Mùa giải 2016–17
Trong suốt mùa giải, Booker được tập luyện với huấn luyện viên trưởng Earl Watson và cựu cầu thủ NBA Baron Davis tại UCLA  được mời tham gia vào đội tuyển chọn luyện tập với ĐTQG Mỹ để chuẩn bị cho Thế vận hội mùa hè và chơi hai trận cho Suns trong Summer League Las Vegas . Với việc đồng đội Eric Bledsoe trở lại sau chấn thương trong mùa giải 2016–17, Booker được giữ lại làm hậu vệ trong đội hình xuất phát, đẩy Brandon Knight xuống băng ghế dự bị. Trong trận mở màn mùa giải của Suns vào ngày 26 tháng 10, Booker đã ghi được 18 điểm với tỉ lệ ném 8/12 trong trận thua 113–94 trước Sacramento Kings. Booker đã chơi cùng với các tân binh Marquese Chriss và Dragan Bender và Suns trở thành đội NBA đầu tiên chơi ba cầu thủ tuổi teen trong cùng một trận đấu. Booker đã ghi được số điểm cao nhất trong sự nghiệp là 38 điểm và 39 điểm lần lượt vào ngày 4 tháng 11 và ngày 6 tháng 11, trở thành cầu thủ Suns đầu tiên ghi 38 điểm trở lên trong hai trận đấu liên tiếo ở mùa giải chính kể từ Tom Chambers 28 năm trước đó.

#### Mùa giải 2017–18
Vào ngày 28 tháng 10 năm 2017, Booker ghi 34 điểm trong trận thua 114–107 trước Portland Trail Blazers  trong trận đấu trên 30 điểm thứ 21 trong sự nghiệp, trở thành cầu thủ có số trận trên 30 điểm nhiều thứ ba trong lịch sử NBA trước khi tròn 21 tuổi, xếp sau LeBron James (57) và Kevin Durant (28). Vào ngày 6 tháng 11, anh ghi 18 điểm trong trận thua 98–92 trước Brooklyn Nets để đạt mốc 3.000 điểm và trở thành cầu thủ trẻ thứ tư trong lịch sử NBA ghi được 3.000 điểm, xếp sau LeBron James, Kevin Durant và Carmelo Anthony. Vào ngày 13 tháng 11, một trận ghi 36 điểm đã giúp anh có được trận thứ 26 ghi được trên 30 điểm trong sự nghiệp, cân bằng thành tích của Steve Nash. Trong 17 trận đầu tiên của mùa giải, Booker có 7 trận ghi 30 điểm. Trong lịch sử Suns, chỉ có Charlie Scott (8 trận mùa 1974–75) có nhiều trận ghi hơn 30 điểm hơn.

#### Mùa giải 2018–19
Vào ngày 7 tháng 7 năm 2018, Booker đã ký hợp đồng gia hạn tối đa là 5 năm có trị giá 158 triệu đô la với Suns.
Vào ngày 10 tháng 9, anh phải ngồi ngoài trong sáu tuần sau khi trải qua cuộc phẫu thuật chấn thương mà anh mắc phải vào ngày 14 tháng 3 năm 2018. Anh kịp bình phục trong trận mở màn mùa giải của Suns vào ngày 17 tháng 10, ghi 35 điểm trong chiến thắng 121–100 trước Dallas Mavericks. Trong suốt đầu mùa giải, anh đã có nhiều trận đấu ghi hơn 30 điểm mặc dù đã bỏ lỡ sáu trận ngồi ngoài vì bị căng gân khoeo. Vào ngày 24 tháng 1, Booker trở thành cầu thủ trẻ thứ năm trong lịch sử NBA đạt 5.000 điểm trong sự nghiệp, sau LeBron James, Kevin Durant, Carmelo Anthony và Dwight Howard.

#### Mùa giải 2019–20: Mùa giải All-Star đầu tiên
Vào ngày 23 tháng 11 năm 2019, Booker suýt ghi được  triple-double với 35 điểm, 12 rebound (kỉ lục cá nhân) và 9 kiến tạo trong chiến thắng 100–98 trước Minnesota Timberwolves. Từ ngày 27 tháng 12 năm 2019 đến ngày 7 tháng 1 năm 2020, Booker đã ghi hơn 30 điểm trong bảy trận liên tiếp, bao gồm cả màn trình diễn 40 điểm trong trận thua Memphis Grizzlies vào ngày 5 tháng 1. Chuỗi ghi điểm này đã phá kỉ lục số trận ghi hơn 30 điểm liên tiếp, đánh bại kỷ lục do Charlie Scott lập trước đó hai lần và Charles Barkley lập trước đó một lần. Ngoài ra, chuỗi thành tích này từ ngày 28 tháng 12 đến ngày 7 tháng 1 đã khiến anh ấy trở thành cầu thủ duy nhất kể từ mùa giải NBA 1983–84 có sáu trận liên tiếp với 30 điểm trở lên và 6 kiến tạo với hiệu suất ném 47%. Vào ngày 28 tháng 1, Booker trở thành cầu thủ trẻ thứ tư đạt 7.000 điểm trong sự nghiệp, chỉ xếp sau LeBron James, Kevin Durant và Carmelo Anthony. Booker được gọi vào danh sách thi đấu All-Star vào ngày 13 tháng 2 năm 2020 thay thế Damian Lillard bị chấn thương căng cơ háng một ngày trước đó. Anh cũng thay thế Lillard trong Cuộc thi ném ba điểm và kết thúc với vị trí á quân, chỉ xếp sau Buddy Hield.

#### Mùa giải 2020–21: Lần đầu tiên ra sân tại vòng playoff và Chung kết NBA
Vào ngày 22 tháng 1 năm 2021, Booker đạt 8.000 điểm  trong trận thua 130–126 trong hiệp phụ trước Denver Nuggets, khiến gân khoeo bên trái của anh bị căng trong thời gian hiệp phụ đó. Anh trở lại vào ngày 1 tháng 2, đạt 700 cú ném ba điểm trong sự nghiệp, bao gồm cả một cú ném ba điểm khi trận đấu còn 1,5 giây để giành chiến thắng 109–108 trước Dallas Mavericks. Hai ngày sau, Booker vượt qua Dan Majerle để giành vị trí thứ 10 trong danh sách ghi bàn mọi thời đại của Suns trong trận thua 123–101 trước New Orleans Pelicans. Vào ngày 7 tháng 2, Booker suýt nữa có triple-double đầu tiên với 18 điểm, 11 kiến tạo và 7 rebound trong chiến thắng 100–91 trước Boston Celtics. Ngày hôm sau, Booker ghi được 36 điểm (cao nhất mùa) trong chiến thắng 119–113 trước Cleveland Cavaliers. Sau đó, anh ghi được số điểm cao nhất trong mùa giải của mình vào ngày 13 tháng 2 trong chiến thắng 120–111 trước Philadelphia 76ers. Booker sau đó được vinh danh là Cầu thủ xuất sắc nhất tuần của Liên đoàn miền Tây lần đầu tiên trong sự nghiệp của mình vào ngày 15 tháng 2 trong tuần lễ từ 8 đến 14 tháng 2 năm 2021. Trong tuần đó, anh ấy ghi trung bình 32,8 điểm với tỉ lệ ném 56,3%, với tỉ lệ ném ba điểm 47,6% và tỉ lệ ném phạt 80,8 cũng như 5,3 kiến tạo và 5,0 rebounds trung bình mỗi trận trong bốn trận sân nhà giành chiến thắng đã chơi trong khoảng thời gian đó, và là cầu thủ Suns đầu tiên nhận được giải thưởng này kể từ Goran Dragić vào năm 2014.
Trong trận 1 của vòng chung kết NBA năm 2021 với Milwaukee Bucks, Booker ghi được 27 điểm trong chiến thắng 118–105. Trong trận 2 của vòng chung kết NBA năm 2021, Booker ghi được 31 điểm với tỉ lệ ném ba 7 trên 12 trong chiến thắng 118–108. Vào ngày 14 tháng 7, Booker đã phá kỷ lục tồn tại 54 năm của Rick Barry về số điểm nhiều nhất trong lần đầu tiên tham dự vòng play-off NBA. Mặc dù vậy, Suns đã thua Bucks chỉ sau sáu trận đấu. Booker tại vòng playoff đầu tiên trong sự nghiệp đã ghi trung bình 27,3 điểm, 5,6 rebounds và 4,5 kiến tạo với tỉ lệ ném 45/32/91% và trở thành cầu thủ thứ ba trong lịch sử NBA có hơn 40 điểm trong hai trận liên tiếp trong vòng Chung kết.

## Sự nghiệp đội tuyển quốc gia
Do gốc gác của mẹ, Booker đã thu hút sự quan tâm từ cả phía đội tuyển quốc gia Mexico và Hoa Kỳ. Anh đã gia nhập Đội tuyển chọn Hoa Kỳ năm 2016 để tập luyện với đội tuyển Olympic Hoa Kỳ. Vào tháng 2 năm 2020, Booker được triệu tập vào danh sách chính thức đội tuyển bóng rổ nam Olympic Hoa Kỳ 2020. Tuy nhiên, Thế vận hội mùa hè 2020 đã bị hoãn sang năm 2021 do đại dịch COVID-19.

## Thống kê sự nghiệp

### NBA
| Năm       | Đội       | GP  | GS  | MPG  | FG%  | 3P%  | FT%  | RPG | APG | SPG | BPG | PPG  |
| --------- | --------- | --- | --- | ---- | ---- | ---- | ---- | --- | --- | --- | --- | ---- |
| 2015–16   | Phoenix   | 76  | 51  | 27.7 | .423 | .343 | .840 | 2.5 | 2.6 | .6  | .3  | 13.8 |
| 2016–17   | Phoenix   | 78  | 78  | 35.0 | .423 | .363 | .832 | 3.2 | 3.4 | .9  | .3  | 22.1 |
| 2017–18   | Phoenix   | 54  | 54  | 34.5 | .432 | .383 | .878 | 4.5 | 4.7 | .9  | .3  | 24.9 |
| 2018–19   | Phoenix   | 64  | 64  | 35.0 | .467 | .326 | .866 | 4.1 | 6.8 | .9  | .2  | 26.6 |
| 2019–20   | Phoenix   | 70  | 70  | 35.9 | .489 | .354 | .919 | 4.2 | 6.5 | .7  | .3  | 26.6 |
| 2020–21   | Phoenix   | 67  | 67  | 33.9 | .484 | .340 | .867 | 4.2 | 4.3 | .8  | .2  | 25.6 |
| Sự nghiệp | Sự nghiệp | 409 | 384 | 33.6 | .455 | .352 | .870 | 3.7 | 4.6 | .8  | .2  | 23.0 |
| All-Star  | All-Star  | 1   | 0   | 19.0 | .375 | .000 | —    | 4.0 | .0  | .0  | 1.0 | 6.0  |

#### Playoffs
| Năm       | Đội       | GP | GS | MPG  | FG%  | 3P%  | FT%  | RPG | APG | SPG | BPG | PPG  |
| --------- | --------- | -- | -- | ---- | ---- | ---- | ---- | --- | --- | --- | --- | ---- |
| 2021      | Phoenix   | 22 | 22 | 40.4 | .447 | .321 | .905 | 5.6 | 4.5 | .8  | .2  | 27.3 |
| Sự nghiệp | Sự nghiệp | 22 | 22 | 40.4 | .447 | .321 | .905 | 5.6 | 4.5 | .8  | .2  | 27.3 |

### Đại học
| Năm     | Đội      | GP | GS | MPG  | FG%  | 3P%  | FT%  | RPG | APG | SPG | BPG | PPG  |
| ------- | -------- | -- | -- | ---- | ---- | ---- | ---- | --- | --- | --- | --- | ---- |
| 2014–15 | Kentucky | 38 | 0  | 21.5 | .470 | .411 | .828 | 2.0 | 1.1 | .4  | .1  | 10.0 |

## Đời tư
Ông ngoại của Booker đến từ Mexico. Devin là con duy nhất của cha anh là Melvin Booker, một cựu cầu thủ bóng rổ chuyên nghiệp. Năm 2020, Booker được vinh danh là đại sứ toàn cầu tại Thế vận hội đặc biệt vì đã hỗ trợ cho em gái cùng cha khác mẹ của mình bị mắc hội chứng vi mất đoạn, một chứng rối loạn nhiễm sắc thể di truyền.